# Асманов, Мустафа Османович
Мустафа Османович Асманов (1899, Евпатория, Таврическая губерния — 27 июля 1941, Коммунарка) — советский партийный и государственный деятель. Нарком юстиции Крымской АССР.

## Биография
Родился в 1899 году в Евпатории в Таврической губернии. Член ВКП(б) с 1921 года. В 1926—1933 годах работал на партийных должностях в Евпаторийском и Балаклавском районах Крымской АССР. В 1933—1936 годах — постоянный представитель Крымского ЦИК при Президиуме ЦИК СССР в Москве. С 1936 и до 16 июня 1938 года — нарком юстиции Крымской АССР.
В ходе его полномочий шло расследование дел его предшественников на посту наркома юстиции М. Эмир-Салиева (расстрелян) и К. Н. Монатова.

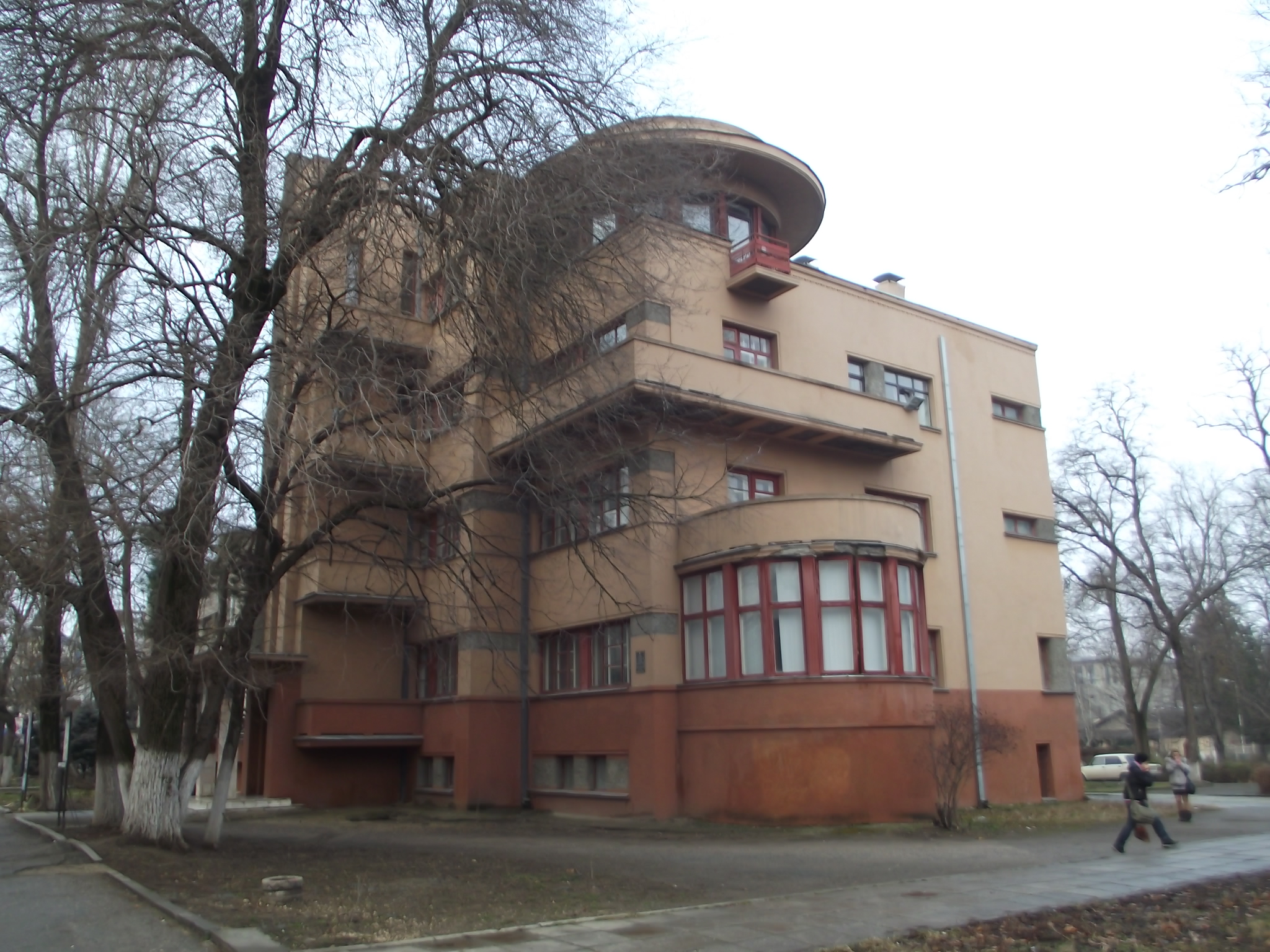
Последний адрес М. Асманова

На момент ареста проживал по улице Жуковского, 5 в Симферополе, Жилой дом правительства Крымской АССР.
Арестован 16 июня 1938 года. Обвинялся по ст. 58-7, 19-58-8 и 58-11 УК РСФСР за участии в антисоветской националистической организации. Осужден 8 июля 1941 года Военной коллегией Верховного суда СССР. Расстрелян 27 июля 1941 года. Место захоронения Бутово, полигон Коммунарка.
Реабилитирован 6 марта 1958 года Военной коллегией Верховного суда СССР.